# Барабинска низина
Бара̀бинската низина или Барабинска степ (на руски: Барабинская низменнасть, Барабинская степь) е лесостепна равнина в южната част на Западен Сибир, между долините на реките Об на изток и Иртиш на запад, в пределите на Новосибирска и Омска област, а крайните южни части навлизат на територията на Казахстан. Площ около 117 хил. km2. Релефът е леко хълмист, с височина 100 – 150 m. В южната ѝ половина отчетливо са изразени паралелни повишения с посока североизток-югозапад, т.нар. „гриви“. Те са заети с ливадни степи и малки брезови горички, развити върху черноземни и сиви горски почви и солонци. В пониженията между тях протичат сравнително големи реки Ом (десен приток на Иртиш), Каргат, Чулим, Карасук и др. губещи се в безотточни области. В тези понижени райони има и множество големи пресноводни и солени езера (Чани, Убинско, Сартлан, Малки Чани, Урюм и др.), сфагови блата, тресавища и солончакови пасища. Барабинската низина е важен район за месо-млечното животновъдство и земеделие в Западен Сибир. Големи площи от низината са разорани и се провеждат мелиоративни дейности по осушаването на блатата и повишаване ефективността на пасищата.